# Бенжамен Фондан
Бенжамен Фондан или Бенжамен Фундојану, рођен Бенжамин Векслер, име такође Бењамин или Барбу, обично скраћено Б. (14. новембар 1898 – 2. октобар 1944) био је румунски и француски песник, критичар и егзистенцијалистички филозоф, а такође се истакао својим радом на филму и позоришту. Познат из својих румунских млађих дана као симболистички песник и новинар, он се касније окренуо ка неоромантизму и експресионистичким темама под утицајем Тјудора Аргезија, и посветио неколико поетских циклуса сеоског живота његовој домовини Молдавији. Фондан, који је потекао из јеврејске румунске породице и био нећак јеврејских интелектуалаца Елијаса и Мозеса Шварцфелда, учествовао је и у мањинској јеврејској и у већинској румунској култури. За време и после Првог светског рата, он је био активан као културни критичар, промотер авангарде и, са зетом Арманом Паскалом, директор позоришне трупе Инсула.
Фондан је започео своју наредну каријеру 1923. године, када се преселио у Париз. Приклоњен надреализму, али категорички против његових комунистичких идеја, постао је значајна фигура јеврејског егзистенцијализма и водећи ученик Лева Шестова. Његова критика политичких догми, одрицање од рационализма, чекање историјске катастрофе и вера у сотериолошку моћ књижевности били су изложени у његовом чувеном есеју о Шарлу Бодлеру и Артуру Рембоу, као и у његовој последњој уметничкој поезији. Његове књижевне и филозофске активности омогућиле су му блиске односе са другим интелектуалцима, међу којима су били: Шестов, Емил Сиоран, Давид Гаскоњ, Жак Маритен, Викторија Окампо, Илари Воронка и други. Паралелно, Фондан је такође изградио каријеру на филму, као филмски критичар и сценариста корпорације "Парамаунт пикчерз", касније је радио на флиму Rapt са Дмитријем Кирсановим, и продуцирао филм Tararira у Аргентини.
Ратни заробљеник у време пада Француске, Фондан је ослобођен и провео неколико година окупације на слободи. На крају је ухваћен и предат нацистичким немачким властима, које су га послале у Аушвиц-Биркенау. Био је послат у гасну комору током последњег таласа Холокауста. Његов рад је у великој мери поново откривен касније током 20. века, када је постао предмет истраживања и јавне радозналости у Француској и Румунији. У Румунији је оживљавање интересовање такође изазвало и контроверзе у вези ауторских права.

## Биографија

### Детињство и младост
Фондан рођен у Јашију, културној престоници Молдавије, 14. новембра 1898. године, али, како је навео у свом дневнику, који је водио од 16 година, његов званично забележен рођендан био је 15. новембра. Фондан је био једини син Исака Векслера и његове жене Аделе (рођене Шварцфелд), а имао је две сестре - Лину (рођена 1892. године) и Родику (рођена 1905. године), које су се прославиле значајном глумачком каријером. Векслер је био јеврејин из области Херца, а његови преци рођени на имању Fundoaia (које је песник касније користио као основу за свој потпис). Адела је потицала из интелектуалне породице, са значајним утицајем у градској јеврејској заједници: њен отац, песник Б. Шварцфелд, био је власник колекције књига, док су њени стричеви Елијас и Мозес изградили каријере као хуманисти. Адела је сама добро познавала интелектуалну елиту у Јашију, како јеврејску, тако и румунску, и чувала успомене о својим сусретима са ауторима повезаним са друштвом Junimea. Преко Мозеса Швацрфелда, Фондан је такође био у вези са социјалистичким новинаром Аврамом Сторманом-Родионом, једним од писаца који је неговао дечачко интересовање за књижевност.
Млади Бенжамен био је страствени читалац, пре свега заинтересован за молдавске класике румунске књижевности (Јон Некулче, Мирон Костин, Дософтеј, Јон Креанга), румунске традиционалисте или неоромантичаре (Васил Александри, Јон Лука Карађале, Џорџ Косбук, Михај Еминеску) и француске симболисте. Године 1909, по завршетку школе № 1 (у саставу манастира три јерарха), он је уписао средњу школу Александру сел Бун, где се није показао као сјајан ученик. Немирна младост (прву љубавну аферу имао је са 12 година, са девојком шест година старијом од њега) довела је до тога да Фондан, након што је два пута понављао, буде избачен из школе пре навршених 14 година.
Бенжамен је проводио своје време како у граду, тако и родног региону свог оца. Сеоски пејзаж произвео је на њега снажан утисак, и постао инспирација за неколико његових песама. Као тинејџер, Фондан је путовао широм Северне Молдавије, дебитовао у фолклористици пишући примере наративне и поетске традиције у различитим румунским насељима. Међу његовим пријатељима из детињства био је будући писац на јидишу Б. Јосиф, с којим је проводио време у Јашију. У том контексту, Фондан такође упознао и јидишког песника Јакова Гропера, а овај сусрет је обликовао Фонданов интелектуални поглед на јудаизам и јеврејску историју. У то време, Фондан је постао познат својој породици и пријатељима као Mielușon (од miel, румунски за „јагње”, вероватно се позивајући на његову густу косу), име, које је касније користио као говорни псеудоним.
Иако је Фондан касније тврдио да је почео да пише стихове са осам година, најранији познати доприноси овом жанру датирају из 1912. године, укључујући и његова дела и преводе аутора као што су Андре Шеније, Јозеф фон Ајхендорф, Хајне и Анри де Рењер. Исте године, нека од ових дела су објављена под псеудонимом И. Г. Офир у локалном књижевном преглед Floare Albastră, чији је власник, А. Л. Зису, касније био познати писац и ционистички политички активиста. Каснија истраживања навела да ова, као и нека друга дела из 1910—их година, представљају пример колективне поезије, настала као резултат сарадње између Фондана и Гропера (нека дела су вероватно била превод поетских мотива на румунски). Године 1913. Фондан се такође опробао у уређивању студентског часописа, потписавши се псеудонимом Ван Дојан, али је објављено свега неколико рукописних примерака једног издања.

### Почетне године
Фонданов стваран књижевни почетак датира из 1914. године, у време када је он постао ученик Националне Високе школе у Јашију и формално се повезао са регионалним огранком националног симболистичког покрета. У тим годинама, његова лирска поезија објављивана је у часописима Valuri и Revista Noastră, чији је власник, писац Констанца Ходос, чак предложила Фондану посао уредника, очигледно не знајући да има посла са учеником средње школе. Такође, 1914. године, молдавски симболистички часопис Absolutio, који је уређивао Исак Лудо, објавио је Фонданова дела која је он потписао псеудонимом И. Хасир. Међу његовим колегама из националне школе био је Александру Ал. Филипиде, будући критичар, који је остао један од Фонданових најбољих пријатеља (а чије стихове је Фондан предложио за објављивање у часопису Језик). Крајем 1914. године, Фондан такође започео своју кратку сарадњу са симболистичким часописом Vieața Nouă. Иако је неколико његових стихова објављено у овом часопису, оснивач Овидије Денсисјану уложио је приговоре на њихов садржај, и у њиховим каснијим препискама, сваки писац описао је своје стилске разлике са другим.
Током прве две године Првог светског рата и неутралности Румуније, млади писац успоставио је нове контакте у оквиру књижевних кругова у Јашију и Букурешту. Према његовом зету и биографу Паулу Данијелу, „невероватно је колико је много страница поезије, превода, прозе, чланака, хроника Фондан написао у овом периоду”. Године 1915, четири његове патриотске песме биле су објављене на насловној страни новина Dimineața, које су се залагале за румунску интервенцију против Централних сила (ове песме биле су прве од неколико његових доприноса потписаних псеудонимом Алекс. Вилара, касније Ал. Вилара). Његов паралелан допринос у барладском часопису Revista Critică (оригинално Cronica Moldovei) био је напорнији: Фондан је изјавио да је огорчен због тога што му редакција часописа није послала штампане доказе, већ је уместо тога добио иритантан одговор менаџера Ал. Стефанескуа; на крају су његове песме објављене у три одвојена издања поменутог часописа. Отприлике у то време, Фондан је написао и мемоаре свог детињства који носе назив Note dintr-un confesional (Белешке из исповедаонице).
Око 1915. године Фондан је био откривен од стране новинарског тандема Тјудора Аргезија и Гале Галактиона, који су такође били модернистички аутори, левичарски милитанти и промотери симболизма. Комади које је Фондан послао Аргезијевом и Галактионовом листу Cronica примљени су са ентузијазмом - реакцијом која је изненадила и импресионирала младог аутора. Иако су неке његове песме остале необјављене, његов чланак A doua capitală (Друга престоница) који се бави Јашијем, потписан псеудонимом Ал. Вилара, представљен је априла 1916. године. Као следбеник Аргезија био је лично укључен у подизање свести о Аргезијевим необјављеним стиховима из циклуса Agate negre (Црни дијаманти).
Оставши близак пријатељ са Фонданом, Галактион је касније улагао велике напоре да га упозна са критичарем Габаретом Ибраилеануом, с циљем да Фонданова дела буду објавељена у попоранистичком часопису Viața Românească, али је Ибраилеану одбио да призна Фондана као једног од представника овог покрета. Фондан је имао више успеха са часописом Flacăra и његовим уредником Константином Бануом: 23. јула 1916. године овај часопис објавио је Фонданов сонет Eglogă marină. У периоду између 1915. и 1923. године Фондан је такође у великој мери доприносио јеврејским румунским часописима попут Lumea Evree, Bar-Kochba, Hasmonaea, Hatikvah, где је објављивао преводе интернационалних представника јидишке књижевности, међу којима су Хајим Нахман Бјалик, Симон Фруг, Абрахам Рајзен и други, потписујући се псеудонимима Б. Векслер, Б. Фундојану и Ф. Бенжамен. Фондан је такође у овом периоду завршио превод драме Ahasverus јеврејског писца Хермана Хејерманса.
Његова сарадња са букурешким дневним новинама Rampa такође је започета 1915. године, када је дебитовао као позоришни хроничар, а касније наставио са својој серијом чланака на тему Карпата у стилу путописа Pe drumuri de munte (На планинским путевима). Фондан је наредних година био један од најплоднијих сарадника ових новина и често се користио псеудонимима (Диомед, Дио, Фунфурпан, Конст. Мелетије) или иницијалима (Б. Ф, Фд, фд.). Ово укључује и позитивну критику из јануара 1916. године дела Plumb, првог великог дела румунског прослављеног симболистичког песника Ђорђа Баковије.

### У опседнутој Молдавији и пресељење у Букурешт
Године 1917, када се Румунија прикључила Антанти и била нападнута од стране Централних сила, Фондан је био у Јашију, где су се румунске власти повукле. Тада се упознао и спријатељио са доајеном румунског симболизма, Јоном Микуленскуом. Микуленску и његова супруга, писац Клаудија Милијан, напустили су свој дом у окупираном Букурешту и у пролеће 1917. године преселили су се код Фондана у свом привременом пребивалишту у Јашију. Милијан се касније подсетила да је њен супруг био веома импресиониран молдавским тинејџером, описујући га као „ретку птицу” и „талентованог песника”. Исте године, Фонданов отац Исак Векслер се у 52 године разболео од тифуса и умро у Јашију, остављајући своју породицу без финансијске подршке.
Отприлике у то време, Фондан је почео да ради на песничком циклусу Priveliști (Призори или Панораме, завршен 1923. године). Године 1918. он је постао један од сарадника магазина Chemarea, објављиван у Јашију од стране левичарског новинара Н. Д. Коча, уз помоћ симболистичког писца Јона Винее. У политичком поднебљу обележеном миром у Букурешту и румунском ремилитаризацијом, Фондан је искористио Кочеов магазин да протестује против хапшења Аргезија, који је био оптужен за сарадњу са Централним силама. У том контексту, Фондан је о Аргезију говорио као о „највећем румунском савременом песнику” (сентенција која је касније прихваћена од стране водећих критичара). Према неким изворима, Фондан је кратко радио као контролор у часопису . За време сарадње са магазином Chemarea објавио је у истом и кратку библијску причу Tăgăduința lui Petru (Петрово порицање). Од стране издавачке куће Chemarea издато је Фонданов трактат O lămurire despre simbolism (Објашњење симболизма) у 41 библиофилски примерак, од којих су 20 остали у Фондановом власништву.
Током 1919. године, након завршетка рата, Бежамен Фондан се преселио у Букурешт, где је живео до 1923. године. Током овог периода, често је мењао локације на којима је живео: прво је одсео код сестре Лине, а потом се више пута селио у друге делове града. Између ових промена адресе, успоставио је контакт симболистичким и аванградним друштвима у Букурешту. Његов лични пријатељ и графичар Јосиф Рос формирао је неформални авангардни круг, коме су присуствовали писци Ф. Брунеа-Фокс, Јон Калугару, Хенри Гад, Саша Пана, Клод Серне-Козма и Илари Воронка, као и уметнички директор Арман Паскал (који је 1920. године оженио Фонданову сестру Лину Фундојану). Пана је касније напоменуо Фонданов доминантни положај у групи, описујући га као „зеленооког младића погнутог погледа из Јашија, типичног носиоца иконокласта и побуњеника нове генерације”.
Групи су се повремено придуживали други пријатељи, међу којима су били Милијан и сликар Николај Тоница. Поред тога, Фондан и Калугару посећивали су уметнички и књижевни круг основан од стране контроверзног Александруа Богдана-Питештија, културног промотера и политичког милитанта чији се утицај раширио на неколико симболистичких миљеа. Године 1922, у чланку за новине Rampa, Фондан се присетио Богдана-Питештија у недефинисаном смислу: „Он није могао да поднесе морално уздизање. […] Био је направљен од највећих радости у најпурулентнијем телу. Колико генерација старих бојара је морало да прође, као недостојан измет, на овој јединој земљи да би се створило овако нешто?”
Притиснут својом породицом и перспективом финансијске сигурности, Фондан је размишљао да постане адвокат. Положивши матурски испит у Букурешту, он је, сносећи сам своје трошкове, уписао Правни факултет Универзитета у Јашију и, иако је имао сертификат положене матуре, био је спречен да дипломира од стране члана факултета и опозиционара А. К. Кузе, антисемитистичке политичке фигуре. Према сећању песника Адријана Маниуа, Фондан је поново радио као контролор неколико месеци пре поновног одласка у престоницу. Његова активност новинара омогућила му је да интервјуише Арнолда Давидовича Марголина, државника бишве Украјинске Народне Републике, са којим је разговарао о судбини украјинских Јевреја пре и после преузимања од стране Совјетског Савеза.

### 
Током наредних година, Фондан је обновио своју новинарску каријеру доприносећи разној националној дневној штампи, пре свега листовима Adevărul, Adevărul Literar și Artistic, Cuvântul Liber, Mântuirea и др. Главне теме његовог интересовања биле су књижевни осврти, есеји који разматрају допринос румунских и француских књижевника, различите уметничке хронике и коментари о социјалним и културним питањима. Посебан случај била је његова сарадња са листом Mântuirea, ционистичким часописом основаним од стране Зисуа, где је, између августа и октобра 1919. године објавио своју колекцију студија Iudaism și elenism (Јудаизам и хеленизам). Ови делови, наизменично излазећи са сличним чланцима Галактиона, показујући погледе младих на културну антропологију, учврстили су његов однос са Гропером (са којим је ипак прекинуо све контакте 1920. године).
Фондан је такође обновио сарадњу са новинама Rampa. Он и још један сарадник листа, новинар Тјудор Теодореску-Браниште, ушли су у дебату на страницама новина: Фондан је, понудивши увид у своје тумачење симболистичких ставова, кроз своје чланке бранио румунски симболизам наспрам Тјудорових критика овог правца. Комад који је написао 1919. године, под називом Noi, simboliștii (Ми, симболисти), изразио је његову поносну припадност овој струји (првенствено дефинисан од стране Фондана као уметничко преношење вечног идеализма), а садржао је и слоган: „Превише нас је да будемо нејаки, а премало да будемо неинтелигентни”. Маја 1920. године, још један његов допринос поменутом часопису говорио је против Октавијана Гоге, министра културе у кабинету премијера Александруа Аверескуа, који је разматрао избацивање Ђорђа Баковије из његове чиновничке службе. Исте године, часопис  објавио је сегмент његове драме у стиху Monologul lui Baltazar (Балтазаров солилоквиј).
У време његовог пресељења у Букурешт, Фондан се први пут срео са умереним модернистичким критичарем Еугеном Ловинескуом, а касније је постао истовремено и партнер круга око Ловинескуа и сарадник његовог књижевног прегледа Sburătorul. Међу његовим првим доприносима била је ретроспективна репортажа боксерског меча између Џека Демпсија и Жоржа Карпентјеа, која се састојала из Фонданових размишљања о митској моћи спорта и сукобу култура. Иако је доприносио овом часопису, Фондан је и даље био у контакту са Галактионом и левичарским круговима. Јуна 1921. године је похвалио „смелог Бенжамена” у чланку за часопис Adevărul Literar și Artistic, скренувши пажњу на Фонданову „огромну оригиналност”.
Годину дана касније, Фондан се запослио у Винеовом новом престижном модернистичком часопису Contimporanul. Пошто је дебитовао у првом броју коментаром о пројектима румунских превода (Ferestre spre Occident - Прозори на Западу), касније се придружио позоришној колумни. Фонданов рад био је поново представљен у часопису Flacăra (у то време под управом Минулескуа): песма Ce simplu (Како једноставно) и есеј Istoria Ideii (Историја идеје) били су објављени у часопису 1922. године. Исте године, уз помоћ колеге књижевника Феликса Адерке, Фондан је груписао своје претходне есеје о француској књижевности у књигу под насловом Imagini și cărți din Franța (Слике и књиге из Француске), а иста је објављена од стране издавачке куће Editura Socec. Садржај књиге био је вероватно прва студија доприноса Марсела Пруста као романописца. Фондан је навео да планира књигу сличне концепције која ће груписати есеје о румунским писцима, како о модернистима, попут Минулескуа, Баковије, Аргезија, Маниуа, Галактикона, тако и о класичарима, попут Александруа Одобескуа, Јона Креанге, Константина Доброгеануа-Герее, Антона Пана, али ово дело није објављено за време његовог живота.
Такође 1922. године, Фондан и Паскал су основали своју позоришну трупу Insula (Острво), у којој су показали своју посвећеност авангардном позоришту. Вероватно названа по Минулескуовом ранијем часопису, трупа је вероватно била локална реплика нонконформистичке продукције Жана Копуа у Француској. Примљена од стране Maison d'Art galleries у Букурешту, групи су се, између осталих, придружиле глумице Лина Фундојану-Паскал и Викторија Мјерлеску и режисер Санду Елијад. Други чланови били су писци (Коче, Пана, Зису, Скарлат Калимачи, Маргарита Милер Верги, Јон Пилат) и позоришни људи (Ђорђе Ципријан, Маријета Садова, Соар З. Соар, Дида Соломон, Алис Стурца, Јонел Тарану).
Иако је за свој циљ навела револуцију румунског репертоара (а циљ је објављен као уметнички манифест у часопису Contimporanul), Insula је правила углавном конвенционалне симболистичке и неокласичне представе: њене инаугуралне представе биле су Legenda funigeilor (Фина легенда) Стефана Октавијана Јосифа и Димитрија Ангела, један од Планкетових Пет комада и (према Фондановом преводу) Молијеров Летећи лекар. Вероватно с циљем да обогати програм примерима јидишке драме, Фондан је почео, али никада није завршио, превод С. Анскијеве драме Дибук. Трупа је престала с радом 1923. године, делом због значајних финансијских тешкоћа, а делом због пораста антисемитских активности, што је за њене јеврејске извођаче представљало опасност. Неко време Insula је преживела као саветодавна група — одржавајући модернистичка предавања на тему класичне румунске књижевности — уз учешће симболистичких и постсимболистичких писаца попут Адерке, Аргезија, Милијана, Пилата, Винее, Давидескуа, Перпесицијуса и Фондана. Фондан је у то време радио на свом комаду Филоктет.

### Пресељење у Француску
Године 1923. Фондан је коначно напустио Румунију и отишао у Француску, подстакнут потребом да се докаже у другачијем културном контексту. У то време био је заинтересован за успех дадаизма, авангардног правца покренутог од стране Тристана Царе, књижевника румунског порекла, у сарадњи са неколико других књижевника. Иако су се његова сестра Лина и зет Паскал вратили осиромашен након продуженог боравка у Паризу, Фондана то није спречило да се пресели у Француску, а до тамо је стигао делом возом, а делом пешке.
Писцу, који убрзо након доласка усвојио своје француско име, се на крају придружио и брачни пар Паскал. Њих троје наставили су да воде боемски начин живота, понекад угрожавајући свој опстанак, разговарали су путем Фонданове преписке са румунским писцем Ливиуом Ребреануом, а на основу ових разговора истраживач Ана-Марија Томеску их је описала као „понижавајуће сиромашне”. Песник је стекао неке изворе прихода уз помоћ својих контаката у Румунији: у замену за свој допринос циркулацији румунске књижевности у Француској, он је добио званична средства од стране управе министарства културе (у то време на челу са Минулескуом); поред тога, објавио је и непотписане чланке у разним новинама, чак се ослонио и на помоћ румунске глумице Елвире Попеску (која је посећивала његов дом, као и авангардни сликар М. Х. Макси). Такође је превео на француски Зисуов роман Amintirile unui candelabru (Сећања на лустере). Неко време песник се био придружио свом колеги Воронки на правном одељењу осигуравајуће компаније L'Abeille.
Након периода изнајмљивања опремљених соба, Фондан је прихватио понуду Жана, брата покојног књижевног теоретичара Ремија де Гурмона и, запослен као библиотекар-вратар, преселио се у музеј на Гурмоновом имању. Шест година пре Паскалове смрти 1929. године, Фондан је напустио Гурмонову кућу и, са својом сестром и зетом, селио се у низ кућа пре него што уселио у историјску кућу у којој је некада живео писац Бернарден де Сен-Пјер. Жалећи се на проблеме с очима и исцрпљеност, а добијајући и пар претњи због неплаћања кирије, Фондан је често напуштао Париз и одлазио на одмор у Аркашон.
Клаудија Милијан, која је такође проводила време у Паризу, описала је Фонданов нови фокус на учење хришћанске теологије и католичких мисли, од Хилдеберта до Гурмонове сопствене латинске мистике (то је такође било у периоду када је Фондан стекао и послао кући део Гурмонове библиофилске колекције). Он је ове активности спојио с интересом да групише културне сегменте румунске дијаспоре: око 1924. године, Милијан и он основали су Друштво румунских писаца у Паризу, којим је председавала аристократа Елена Вакареску. У међувремену, Фондан се пробио на локалној књижевној сцени и, у својим личним белешкама, тврдио да су његови радови били похваљени од стране књижевника Адреа Жида и филозофа Жила де Готјеа. Обојица су били његови идоли: Жидов рад обликовао је Фонданов допринос жанру песме у прози, док је Готје исто учинио за његово филозофско становиште. У сопственом егзилу, дебитант је још увек на своју каријеру гледао са очајањем, описујући је као одумирућу и констатујући да је постојала шанса да не успе да стекне солидни књижевни углед.

### Надреалистичка епизода
Средином 1920-их Фондан се приклонио надреализму, постдадаистичкој авангардној струји са седиштем у Паризу. Фондан се такође окупио с групом белгијских надреалиста око композитора Месена и Сурија (са којим је потписао манифест модернистичке музике), а уз подршку надреалистичког песника-режисера Антонена Артоа успео је и да оснује позориште названо по Алфреду Жарију (који, међутим, није имао никакве везе са надреализмом). У том контексту, он је покушао да убеди француску надреалистичку групу да обиђе његову родну земљу и успостави односе са локалним групама.
До 1926. године, Фонданово разочарање је расло због приклањања, како главне фракције надреализма, тако и његовог творца - Адреа Бретона, комунизму. Пишући у то време, он је прокоментарисао да би наклоност овој идеологији могла да буде фатална: „Можда више никада [песник] неће повратити ту апсолутну слободу коју је имао у буржоаској републици”. Неколико година касније, румунски писац изразио је подршку анти-Бретонском дисидентном часопису Le Grand Jeu, а био је и сведок нереда из 1930. године, када су се супротставиле две фракције. Његов антикомунистички говор поново је емитован 1932. године: коментаришући оптужбе да је надреалистички песник Луј Арагон писао комунистичке текстове (сматране од стране власти као подстицај за убиство), Фондан је изјавио да верује да је Арагонов случај покушај да се спречи слобода говора. Његове идеје довеле су га у сукоб с Пјером Дрију Ла Рошелом, који је напустио авангарду и приклонио се десничарским идејама. До раних 1930-их, Фондан је био у контакту са водећим модернистом Жаком Ривијером и његовим кругом Nouvelle Revue Française.
Године 1928, његова сарадња са надреалистима резултирала је књигом Trois scenarii: ciné-poèmes (Три сценарија: кино-песме), објављеном од стране Documents internationaux de l'esprt nouveau, са илустрацијама америчког фотографа Мена Реја и румунског сликара Александруа Браташануа (још један од његових контаката из групе француских надреалистичких фотографа био је Ели Лотар, ванбрачни син Аргезија). Ово дело је замишљено као нефилмски сценарио, што је била његова лична изјава о уметничком компромису између експерименталног филма и нарастајуће светске филмске индустрије. Књига садржи и сентенцију да је филм „једина уметност која никада није била класична”.

### Филозофски почеци
Временом, Фондан је постао сарадник разних новина и књижевних часописа у Француској, Белгији и Швајцарској: поред редовног доприноса часопису Cahiers du Sud из Каркасона, његов рад био је објављиван у бројној надреалистичкој штампи (Discontinuité, Le Phare de Neuilly, Bifur), као и у часописима Le Courrier des Poètes, Le Journal des Poètes, Ролановом Europe, Валеријевом Commerce и другим. Поред тога, Фонданова истраживања била су објављивана од стране листова Revue Philosophique, Schweizer Annalen и Суарезовог Cahiers de l'Étoile. Након дугог периода неодлучности, румунски песник постао је посвећени следбеник Лева Шестова, егзистенцијалистичког мислиоца пореклом из Русије чије је идеје о вечној супротности између вере и разума Фондан касније проширио у својим делима. Према историчару Семјуелу Мојну, Фондан је, заједно са Ракел Беспалов, био један од „најзначајнијих и најпосвећенијих следбеника Лева Шестова”. Године 1929, као редован посетилац Шестовових кругова, Фондан је такође срео аргентинску књижевницу Викторију Окампо, која је постала његов близак пријатељ (након 1931. године он је постао сарадник њеног модернистичког часописа Sur). Фонданови есеји су много чешће него раније били филозофске природе: часопис  објавио је његово призање Шестову (јануар 1929. године) и његове коментаре феноменологије Едмунда Хусерла, који су укључивали и његову критику рационализма (јун 1930. године).
Позван (на иницијативу Окампове) од стране друштва Amigos del Arte из Буенос Ајреса, Фондан је отишао за Аргентину и Уругвај на лето 1929. године. Циљ његове посете била је промоција француског филма са низом предавања у Буенос Ајресу, Монтевидеу и низу других градова (како је касније навео у листу Rampa, у интервјуу са Сарином Касван, он је упознао људе из Јужне Америке са радом Жермен Дилак, Луиса Буњуела и Хенрија Гада). Током овог периода, Фондан се сусрео с Едуардом Малеом, који га је позвао да доприноси књижевном додатку дневног листа La Nación. Његове друге активности за време проведено у Јужној Америци укључивале су конференције о Шестову на Универзитету у Буенос Ајресу и објављивање чланака на неколико тема (од Шестове филозофије до стихова Царе), али су хонорари које је добио за ове услуге били сувише мали да би могао да покрије трошкове пристојног живота.
Октобра 1929. године, Фондан се вратио у Париз, где се фокусирао на превођење и популаризацију неких од прекретничких текстова румунске књижевности, од Еминескуовог дела Sărmanul Dionis до поезије Јона Барбуа, Минулескуа, Аргезија и Баковије. У истом контексту, исељени писац потпомогао је увођење Румуна у неке нове европске тенденције, постајући, према речима историчара Пола Черната, „први важан промотер француског надреализма у румунској култури”.